# Isotomus comptus
Isotomus comptus is een keversoort uit de familie van de boktorren (Cerambycidae). De wetenschappelijke naam van de soort werd voor het eerst geldig gepubliceerd in 1825 door Carl Gustaf Mannerheim.